# Filippo Maria Guidi
Pour les articles homonymes, voir Guidi.
Filippo Maria Guidi (né le 18 juillet 1815 à Bologne  et mort le 27 février 1879 à Rome) est un cardinal italien du XIXe siècle. Il est membre de l'ordre des dominicains.

## Biographie
Filippo Maria Guidi est professeur de théologie au Collegio di S. Tommaso et au Collegio della Minerva et Primo cattedratico au Collegio Casanatense en 1851-1857. Il est professeur de théologie à l'université de Vienne en 1857-1863. 
Le pape Pie IX le crée cardinal lors du consistoire du 16 mars 1863.
Le cardinal Guidi est nommé archevêque de Bologne la même année, mais ne reçoit jamais le regio exequatur et doit gouverner l'archidiocèse par des vicaires généraux. Il renonce au gouvernement pastoral de l'archidiocèse en 1870 sans l'avoir visité jamais.
En 1872, il est nommé Préfet de la Congrégation des immunités. Il participe au Concile de Vatican I en 1869-1870 et au conclave de 1878, lors duquel Léon XIII est élu pape.

## Succession apostolique
Filippo Maria Guidi a ordonné les évêques suivants :
- Évêque Antonio Canzi (1868)
- Évêque Antonio Dalena (1871)
- Archevêque Giovanni Pierallini (it) (1871)
- Évêque Alessandro Cantoli O.F.M.Obs. (1871)
- Évêque Leonardo Giannotti, O.F.M.Ref. (1871)
- Cardinal Egidio Mauri, O.P. (1872)
- Évêque Camillo Ruggeri (1874)
- Archevêque Vincenzo Leone Sallua (it), O.P. (1877)
- Évêque Nicola de Simone (it) (1877)